# USS Hovey (DD-208)
L'USS Hovey (DD-208/DMS-11) est un destroyer de classe Clemson mis en service dans l'United States Navy dans les années 1920.
Baptisé en l'honneur de Charles Hovey, il est mis sur cale le 7 septembre 1918 au chantier naval William Cramp and Sons de Philadelphie, en Pennsylvanie. Il est parrainé par Mme Louise F. Kautz, sœur de l'enseigne Hovey ; lancé le 26 avril 1919 et mis en service le 2 octobre 1919, sous le commandement du commander Stephen B. McKinney.
Il fut l'un des rares destroyers de la classe équipé de quatre canons doubles Mk 14 de 4 pouces. Ceux-ci furent retirés en 1940.

## Historique

### 1919-1940

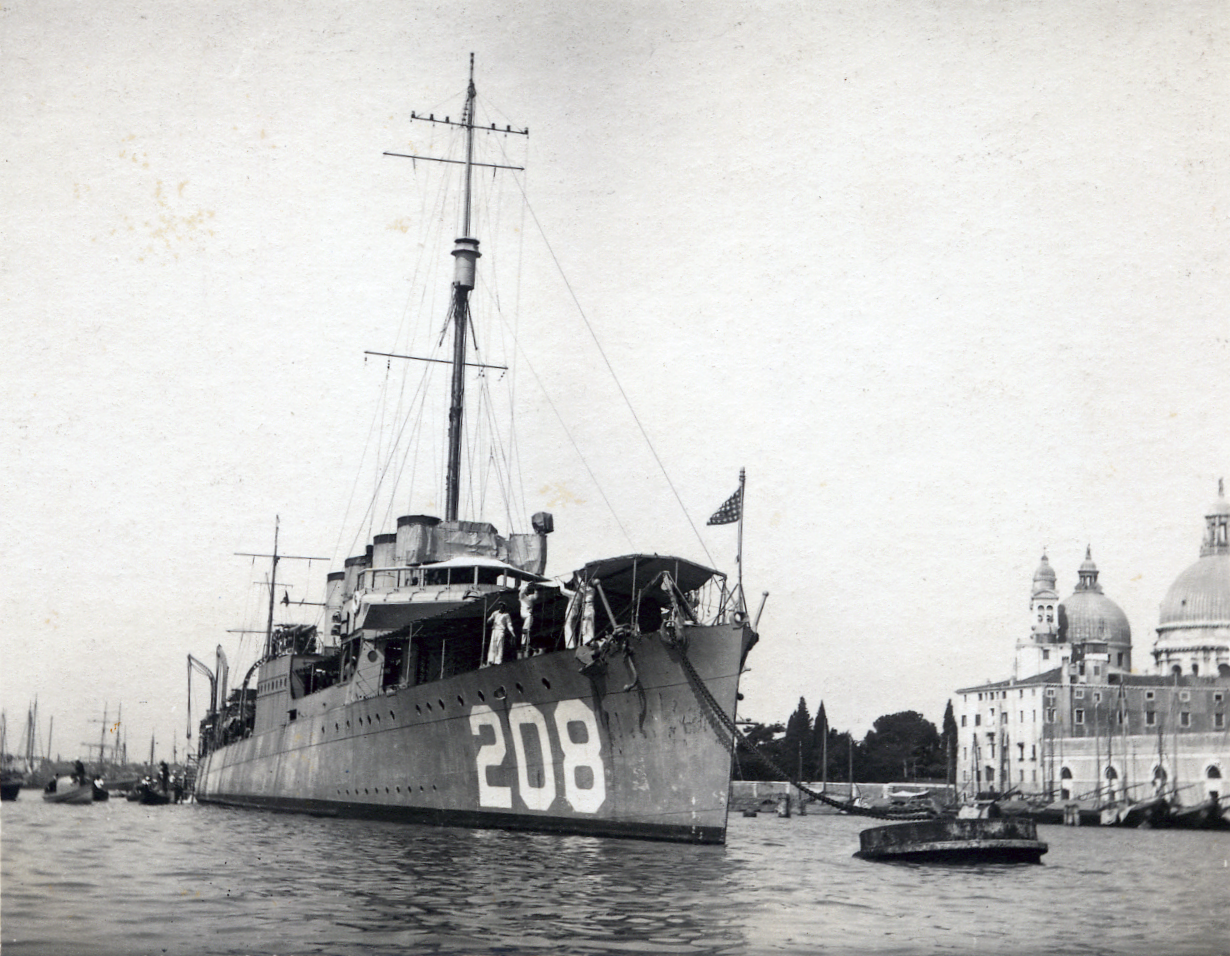
L'USS Hovey au port de Venise (Italie) le 14 juin 1920.

Après des essais le long de la côte de la Floride et dans les Caraïbes, il appareille de Newport et traverse l'Atlantique en passant par les Açores pour commencer son service en mer Méditerranée et en mer Noire. Le Hovey transite par le canal de Suez en décembre 1920, rejoint l'Extrême-Orient où il opère avec la flotte asiatique dans les Philippines. En 1922, le destroyer rejoint la Californie et est retiré du service à San Diego au début du mois de février 1923.
Le Hovey reprend le service en février 1930, passant le reste de la décennie à l’entraînement dans la reserve fleets ou servant auprès de la flotte américaine, principalement dans le Pacifique. Le destroyer effectue un voyage à New York en 1934 et visite également les eaux hawaïennes, panaméennes et alaskiennes.
George Thomas Sullivan et Francis Henry Sullivan, deux des cinq frères Sullivan, ont servi à bord du Hovey.

### Seconde Guerre mondiale

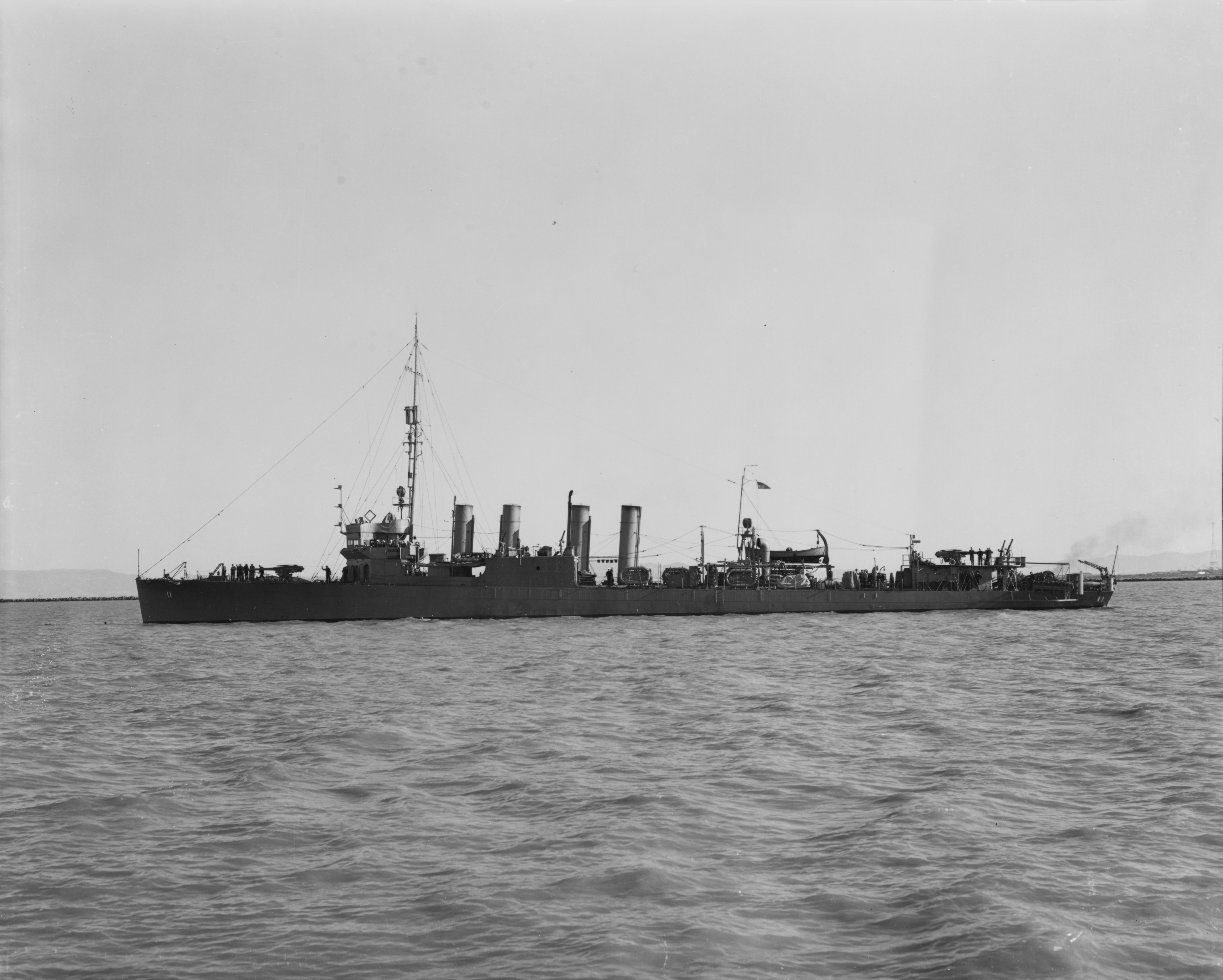
Le Hovey en juin 1942.

Modifié en dragueur de mines rapide à la fin de 1940 où il est renommé DMS-11, il est transféré à Pearl Harbor en février 1941. Après l'attaque surprise japonaise du 7 décembre 1941 contre la base de la flotte du Pacifique, le Hovey effectue des missions de patrouille et d'escorte dans la région d'Hawaï jusqu'en mai 1942, date à laquelle il rejoint la côte ouest pour une révision. En juillet, il est envoyé dans le sud-ouest du Pacifique où il participe à l'invasion de Guadalcanal et de Tulagi en août. Il sert de navire d'escorte et de transport pour la campagne de Guadalcanal pendant le reste de 1942 et les premiers mois de 1943. Durant la bataille du cap Espérance en octobre 1942, il participe aux opérations de sauvetage des survivants du destroyer japonais Fubuki.
Après une révision en Californie, le Hovey retourne dans le sud-ouest du Pacifique en août 1943. En outre, il participe aux débarquements de Bougainville en novembre 1943. En septembre 1944, après des réparations sur la côte ouest, le Hovey appuie l'invasion de Peleliu. Un mois plus tard, il démine le rivage avant le débarquement à Leyte puis drague des mines lors de l'invasion du golfe de Lingayen en janvier 1945. Après avoir subi d'intenses attaques suicide par des avions japonais le 6 janvier, il quitte la zone de débarquement tôt le matin du 7 janvier lorsqu'il est victime d'une énième attaque aérienne. Frappé à son milieu par un kamikaze et une torpille, l'USS Hovey se coupe en deux et sombre en quelques minutes. 48 hommes décèdent dans cette attaque, 24 étaient des membres de l'équipage et les 24 autres étaient des marins des destroyers USS Long et USS Brooks. 229 survivants ont été sauvés par l'USS Chandler et un nombre inconnu par l'USS West Virginia.
Le navire repose à 99 mètres de fond à la position géographique 16° 20′ N, 120° 10′ E.

## Décorations
Le Hovey a reçu huit battles star pour son service dans la Seconde Guerre mondiale.

## Commandement
- Commander Stephen B. McKinney d'octobre 1919 à une date inconnue.
- Lieutenant commander Rufus Edwards Rose du 18 avril 1939 au 15 janvier 1940.
- Lieutenant commander John Edwards Florance du 15 janvier 1940 au 16 décembre 1941.
- Lieutenant commander Wilton Stewart Heald du 16 décembre 1941 au 21 septembre 1942.
- Lieutenant Edwin Anderson McDonald du 21 septembre 1942 au 24 janvier 1944.
- Lieutenant commander Asa Allan Clark du 24 janvier 1944 au 22 décembre 1944.
- Lieutenant Benjamin Nooe Cole du 22 décembre 1944 au 7 janvier 1945.